# Rotterdam Terror Corps
Rotterdam Terror Corps ist ein Hardcore-Techno-Act, der 1993 von fünf niederländischen DJs gegründet wurde (DJ Distortion, MC R.A.W., Reanimator, DJ Petrov und DJ Rob).

## Werdegang
Nach DJ Petrov und DJ Rob verließ 1995 Reanimator die Rotterdam Terror Corps. Die übrigen Mitglieder gründeten anschließend ihr eigenes Plattenlabel Megarave Records. RTC kooperierten im Laufe der Jahre mit anderen Produzenten wie z. B. The Headbanger, Dr. Macabre oder auch The Masochist.
Bei Auftritten übernimmt DJ Distortion die Musik, MC R.A.W. mit RTSier zusammen die Vocals. Bei Produktionen wirken oft ihre Kollegen Bass-D & King Matthew mit. Ihre Live-Auftritte mit leichtbekleideten Tänzerinnen, und aufwändiger Pyrotechnik sind bei vielen Gabbers beliebt.
Nachdem MC R.A.W. am 1. Februar 2003 wegen Sichelzellenanämie ins Krankenhaus eingeliefert wurde, wurde es still um RTC. MC RTSier hatte den Teil von MC R.A.W. während seiner mehrjährigen Abwesenheit übernommen.
Seit seiner Rückkehr im Jahre 2004 auf der Party „Megarave“ im Peppermill (Heerlen, Niederlande) nimmt MC R.A.W. wieder an Liveauftritten zusammen mit MC RTSier teil.
Rotterdam Terror Corps bekanntes Markenzeichen ist ein weißer Totenschädel mit angedeuteten Kopfhörern.

## Alben und Kompilationen
- Three Waisted Souls (1995)
- Strictly Hardcore (1996)
- Sick And Twisted (1997)
- From Dusk Till Doom (1998)
- 5 Years RTC - The Remix Album (1998)
- Constrictor (1999)
- Fuck The Millennium (1999)
- Schizophrenic (2000)
- Schizophrenic (Italian Edition) (2000)
- Unleash Hell (2002)
- The Legacy 2006 Giftbox Edition (2005)
- Respect The Core (2013)
- Release your Anger (2016)
- The Essence of Hardcore (2024)